# Фрёлинг, Лиллиан
Лиллиа́н Фрёлинг Ха́нсен (дат. Lilian Frøhling Hansen, урожд. Лиллиа́н Фрёлинг, дат. Lillian Frøhling; род. 22 ноября 1964) — датская кёрлингистка.

## Достижения
- Чемпионат мира по кёрлингу среди женщин: бронза (1999).
- Чемпионат Европы по кёрлингу: серебро (2002).
- Чемпионат Дании по кёрлингу среди женщин: золото (1989, 1993, 1999)[4].
- Чемпионат Дании по кёрлингу среди смешанных команд: золото (1987, 1988).
- Чемпионат Дании по кёрлингу среди юниоров: золото (1984)[5].
- Чемпионат мира по кёрлингу среди ветеранов: серебро (2019).
- Чемпионат Дании по кёрлингу среди ветеранов: золото (2019).

## Команды
| Сезон                                          | Четвёртый      | Третий                         | Второй            | Первый                 | Запасной                             | Турниры                       |
| ---------------------------------------------- | -------------- | ------------------------------ | ----------------- | ---------------------- | ------------------------------------ | ----------------------------- |
| 1983—84                                        | Хелена Блак    | Малене Краусе                  | Annette Schøtt    | Лиллиан Фрёлинг        |                                      | ЧДЮ 1984 · ЧЕЮ 1984 (6 место) |
| 1987—88                                        | Марианне Квист | Лене Бидструп                  | Астрид Бирнбаум   | Лиллиан Фрёлинг        |                                      | ЧЕ 1987 (9 место)             |
| 1988—89                                        | Марианне Квист | Лене Бидструп                  | Астрид Бирнбаум   | Лиллиан Фрёлинг        |                                      | ЧДЖ 1989 · ЧМ 1989 (8 место)  |
| 1992—93                                        | Марианне Квист | Marie-Louise Siggaard Andersen | Лиллиан Фрёлинг   | Rikke Roungkvist       |                                      | ЧДЖ 1993                      |
| 1998—99                                        | Лене Бидструп  | Малене Краусе                  | Сусанна Слотсагер | Авияя Петри            | Лиллиан Фрёлинг тренер: Яне Бидструп | ЧДЖ 1999 · ЧМ 1999            |
| 2002—03                                        | Дорте Хольм    | Малене Краусе                  | Дениз Дюпон       | Лиллиан Фрёлинг        | Мадлен Дюпон тренер: Микаэль Квист   | ЧЕ 2002                       |
| 2018—19                                        | Лене Бидструп  | Сусанна Слотсагер              | Трине Квист       | Лиллиан Фрёлинг Хансен | тренер: Габриэлла Квист              | ЧДВ 2019 · ЧМВ 2019           |
| Кёрлинг среди смешанных команд (mixed curling) |                |                                |                   |                        |                                      |                               |
| 1987                                           | Ульрик Шмидт   | Лене Бидструп                  | Хенрик Якобсен    | Лиллиан Фрёлинг        |                                      | ЧДСК 1987                     |
| 1988                                           | Ульрик Шмидт   | Лене Бидструп                  | Хенрик Якобсен    | Лиллиан Фрёлинг        |                                      | ЧДСК 1988                     |

(скипы выделены полужирным шрифтом)